# Marvin Lier
Marvin Lier (* 8. September 1992 in Zürich) ist ein Schweizer Handballspieler. Er spielt bei den Kadetten Schaffhausen.

## Karriere
Lier spielte beim TV Endingen, bevor er 2012 zu Pfadi Winterthur wechselte. Mit Pfadi spielte er regelmässig im EHF-Pokal. In der Saison 2018/19 war der 1,85 m grosse linke Flügel Topscorer der Nationalliga A. Im Oktober 2019 wechselte er auf Leihbasis für drei Monate zum deutschen Meister SG Flensburg-Handewitt, wo er Hampus Wanne ersetzte, der aufgrund einer Operation langfristig ausfiel. Mit Pfadi gewann er 2021 die Schweizer Meisterschaft. Seit der Saison 2021/22 steht er bei den Kadetten Schaffhausen unter Vertrag. 2022 wurde er erneut Schweizer Meister. Im August 2022 gewann er den Schweizer Supercup. 2023 verteidigte er mit den Kadetten die Meisterschaft und den Supercup.
Marvin Lier gehört seit 2013 zum Kader der Schweizer Handballnationalmannschaft, für die er bisher in 105 Länderspielen 250 Tore erzielte. An der Europameisterschaft 2024 spielte er in drei Spielen und belegte mit dem Team den 21. Rang.
Lier gewann mit der Schweizer Studentenauswahl die Bronzemedaille bei der Universiade 2015 in Gwangju.